# Municipio de Beaver (condado de Boone)
El municipio de Beaver (en inglés: Beaver Township) es un municipio ubicado en el condado de Boone en el estado estadounidense de Iowa. En el año 2010 tenía una población de 144 habitantes y una densidad poblacional de 1,59 personas por km².

## Geografía
El municipio de Beaver se encuentra ubicado en las coordenadas 41°59′33″N 94°6′22″O / 41.99250, -94.10611. Según la Oficina del Censo de los Estados Unidos, el municipio tiene una superficie total de 90.82 km², de la cual 90.82 km² corresponden a tierra firme y (0%) 0 km² es agua.

## Demografía
Según el censo de 2010, había 144 personas residiendo en el municipio de Beaver. La densidad de población era de 1,59 hab./km². De los 144 habitantes, todos blancos. Del total de la población el 3.47% eran hispanos o latinos de cualquier raza.